# Фронт визволення тварин
Фронт визволення тварин, ФВТ (англ. Animal Liberation Front, ALF) — заснований у 1976 р. міжнародний підпільний рух безлідерного опору, що об'єднує вегетаріанців та веганів, практикує «прямі дії» для «визволення» тварин, що знаходяться у неволі. Відповідно до його директив, будь-яка акція, що веде до визволення тварин, при якій дотримані всі розумні заходи щодо запобігання шкоди людському і не людському життю, може бути названа акцією Фронту визволення тварин. Активісти ФВТ викрадають тварин з наукових лабораторій та звіроферм, знаходять їм житла і ветеринарну допомогу, а також руйнують підприємства, задіяні в галузях промисловості, що використовують тварин. Таємні відділення Фронту, що складаються з невеликих груп або окремих людей, діють більш ніж у 40 країнах, включаючи Росію, у деяких країнах діють також публічні відділення, що займаються підтримкою таємних добровольців. За власними заявами, ФВТ не використовує насильство, проте рух зазнавав критики у зв'язку з тим, що його активісти або представники в різних ситуаціях не засуджували застосування сили або самі використовували її під ім'ям ФВТ та інших організацій. Ця критика супроводжувалася розбіжностями всередині руху за права тварин з приводу допустимості таких дій.
Фронт визволення тварин визнаний ФБР таким, що несе терористичну загрозу. У 2005 р. рух знаходився у запланованому для випуску документі Міністерства внутрішньої безпеки США серед внутрішніх терористичних загроз, на боротьбу з якими повинні бути спрямовані державні ресурси. У 2002 р. організація Southern Poverty Law Center (SPLC), що відстежує прояви екстремізму в США, зафіксувала участь Фронту у кампанії Stop Huntingdon Animal Cruelty і оцінила проявлені в її ході дії як терористичні. У більш пізній доповіді SPLC було сказано, що, незважаючи на псування майна членами ФВТ, в ході їх акцій ніхто не був убитий. У Великій Британії акції Фронту вважаються екстремістськими і відстежуються державною організацією National Extremism Tactical Coordination Unit, створеною в 2004 р. для спостереження як за цим рухом, так і за іншою нелегальною активністю у сфері боротьби за «права тварин».

## Виникнення

### Загін милосердя
Передумови для появи Фронту визволення тварин виникли у грудні 1963 р., коли британський журналіст Джон Престиж мав підготувати репортаж про захід за участю собак, де він став свідком переслідування та вбивства вагітної оленихи мисливцями. На знак протесту журналіст заснував Асоціацію саботажників полювання, що складалася з груп добровольців, навчених збивати мисливських собак зі сліду, видаючи звуки і підкладаючи помилкові приманки.
За даними письменника Ноела Молланда, який стежив за рухом за права тварин, одна з таких груп була заснована в 1971 р. студентом юридичного факультету міста Лутона Ронні Лі. У 1972 р. Лі спільно з іншим активістом, Кліффом Гудманом, вирішили перейти до більш активних дій. Вони заснували Загін милосердя, запозичивши назву у молодіжного співтовариства проти жорстокості до тварин, і спільно з невеликою групою активістів почали проколювати шини та розбивати скло в автомобілях мисливців з метою заздалегідь запобігти початку полювання замість спроб зупинити його в процесі.
У 1973 р. члени загону дізналися про будівництво наукової лабораторії фармацевтичної компанії Hoechst біля британського міста Мілтон-Кінс. 10 листопада два активісти влаштували пожежу в будівлі, завдавши збиток у £26 тис. Через 6 днів вони повернулись і підпалили уцілілу частину лабораторії. Ці дії стали першим відомим підпалом в історії руху за визволення тварин. У червні 1974 р. два учасники загону підпалили кілька суден, що брали участь у щорічному полюванні на тюленів на березі Норфолку. За словами Молланда, після даної події полювання на тюленів у цій області припинилося. З червня по серпень загоном було проведено 8 операцій з пошкодження будівель і автомобілів, спрямованих проти лабораторій, де проводились тести на тваринах, а також з пошкодження майна магазинів зброї та селекціонерів курей. Перша акція Загону милосердя з визволення тварин пройшла в той же час. Активісти випустили з кліток декількох морських свинок на фермі в Уїлтширі, після чого її власник був змушений закрити підприємство, побоюючись нових нападів. Питання про допустимість пошкодження майна призвели до розбіжностей всередині ще не сформованого руху. У липні 1974 р. Асоціація саботажників полювання запропонувала нагороду в £250 за ідентифікуючу інформацію про Загін милосердя і повідомила ЗМІ про свою підтримку ідеалів цієї групи, але незгоду з методами.

### Формування Фронту визволення тварин
У серпні 1974 р. Лі та Гудман були заарештовані за участь у нападі на лабораторію в Бістері. Під час судового процесу біля будівлі суду щодня проходили демонстрації, серед учасників яких був член парламенту від партії лейбористів у Лутоні Івор Клемітсон. Активісти були засуджені до трьох років тюремного ув'язнення. У в'язниці Лі вперше в історії руху оголосив голодування заради отримання веганської їжі і одягу. Гудман і Лі були умовно-достроково звільнені через 12 місяців. Перебування Лі в ув'язненні викликало у нього лише більш радикальні погляди, що проявилися навесні 1976 р. Він зібрав 30 осіб, об'єднавши активістів Загону милосердя, що залишилися, і набравши нових. Молланд писав, що стара назва групи вже не виглядала підходящою для руху, який Лі вважав революційним. Ронні Лі хотів вибрати назву, яка б переслідувала людей, що використовують тварин. У результаті був створений Фронт визволення тварин.

## Структура та принципи

### Публічні і таємні відділення

Акронім ALF всередині анархічного символу — літера А в колі

Рух ділиться на публічні і таємні групи, є повністю децентралізованим, не має чіткої структури і можливості формального членства, що створює перешкоди на шляху притягнення конкретних людей до юридичної відповідальності. Передбачається, що добровольці повинні дотримуватися встановлених принципів Фронту визволення тварин при бажанні асоціювати себе з рухом:
- Завдавати економічних збитків тим, хто заробляє гроші на стражданнях та експлуатації тварин.
- Звільняти тварин з місць, де їм заподіюють шкоду, — зі звіроферм, ферм, лабораторій і т. д. — і випускати туди, де вони зможуть жити повноцінним життям, вільним від страждань.
- За допомогою проведення ненасильницьких акцій прямої дії і визволення тварин відкривати очі громадськості на жахи і прояви жорстокості до тварин за закритими дверима.
- Уживати всіх можливих запобіжних заходів, щоб не заподіяти шкоди людям і тваринам. Акції, що призвели до заподіяння такої шкоди, формально не підтримуються Фронтом і не повинні здійснюватися від його імені.
- Будь-яка людина або група людей, які є вегетаріанцями або веганами і проводять акції згідно з директивами Фронту визволення тварин, мають право вважати себе частиною Фронту.[8][9]

Працює кілька публічних відділень, що займаються підтримкою таємних добровольців. Група прихильників Фронту визволення тварин називає ув'язнених активістів в'язнями совісті і за невеликі щомісячні внески дозволяє кожній людині стати її членом. Група підтримки ув'язнених веганів, створена в 1994 р., коли один з активістів ФВТ, Кейт Манн, був уперше ув'язнений, зв'язується з керівниками в'язниць у Великій Британії, намагаючись забезпечити ув'язнених активістів веганськими продуктами. Прес-служба Фронту отримує і публікує анонімні повідомлення від добровольців. Прес-служба вважається окремою організацією, що фінансується завдяки громадським пожертвам, але в 2006 р. Верховним судом Англії було встановлено, що її прес-агент Робін Вебб був однією з основних фігур ФВТ.
Доступні три видання, тісно пов'язаних з рухом. Arkangel [Архівовано 27 вересня 2007 у Wayback Machine.] — британський журнал, що виходить двічі на рік, заснований Ронні Лі. Bite Back [Архівовано 27 листопада 2007 у Wayback Machine.] — сайт, на якому активісти беруть відповідальність за конкретні проведені акції. Так, з доповіді, що була розташована на ньому в 2005 р., тільки в 2004 р. члени ФВТ звільнили 17 262 тварини і взяли відповідальність за 554 акти вандалізму і підпали. Існує також журнал No Compromise, який заснований в Сан-Франциско і публікує звіти про акції Фронту.

### Філософія «прямої дії»
Активісти Фронту визволення тварин стверджують, що тварини не повинні розглядатися як власність, і що ні вчені, ні працівники промисловості не мають прав на володіння живими істотами. На думку ФВТ, відмова від визнання цього є проявом видової дискримінації — приписування певного значення істотам лише на підставі їх належності до якогось виду — що морально некоректно так само, як расизм або сексизм. Фронт відкидає позицію прихильників покращення життя тварин і каже, що його метою є не збільшення розміру кліток для тварин, а їх спустошення. Активісти вважають, що тварини ніколи справедливо не були чиєюсь власністю, у зв'язку з чим розглядають випуск тварин з лабораторій і ферм як визволення, а не як крадіжку.
Ранні акції Фронту були зазвичай спрямовані на викрадення («визволення») тварин з лабораторій, що займаються вівісекцією. Незважаючи на те, що формально Фронт визволення тварин завжди заявляв, що жодна акція не повинна заподіяти фізичної шкоди людині чи іншій тварині, та виступав проти застосування фізичної сили, декларуючи політику ненасильства, у більш пізні роки його дії стали включати в себе акти вандалізму (пошкодження майна), підпали і погрози особам, які співпрацюють з організаціями, що є «мішенями» Фронту визволення тварин. Багато його активістів допускають можливість пошкодження майна і не вважають такі дії насильницькими, порівнюючи руйнування лабораторій та інших підприємств з акціями руху Опору з підриву газових камер у нацистській Німеччині. Активісти Фронту стверджують, що мета таких дій — зробити жорстоке поводження з тваринами невигідним через зростання витрат на ліквідацію наслідків акцій ФВТ. Вважається, що саме по собі визволення тварин з лабораторії лише призведе до їх заміни іншими, проте у випадку знищення лабораторії цей процес уповільниться і викличе великі фінансові втрати, ймовірно роблячи проведення дослідів на тваринах занадто дорогим. На думку Фронту, такі економічні збитки змусять людей шукати більш гуманні альтернативи. Таким чином, Фронт визволення тварин просто не визнає насильством нанесення збитку власності.

## Діяльність Фронту визволення тварин у різних країнах

### Діяльність у Росії
Деякі російські ЗМІ, зокрема агентство «Регнум», називає ФВТ міжнародною підпільною організацією захисників прав тварин.
Дії Російського Фронту визволення тварин почалися в 2000 р. на півдні Росії, імовірно в Сочі. Адміністративні будинки м'ясопереробних підприємств та їх транспорт були неодноразово розмальовані лозунгами. На паркані місцевого цирку з'явилися графіті з написом «Цирк — камера тортур». Далі були акції проти використання хутра тварин: декілька рекламних щитів розмальовані лозунгами проти натурального хутра. Аналогічні написи з'явилися на магазині, що торгує хутром, а його рекламний щит було спалено. Відповідальність за дії вперше в Росії взяв на себе Фронт визволення тварин. У Сочі із зоопарку активістами Фронту визволення тварин був, з юридичної точки зору, викрадений, а на думку захисників тварин — звільнений єнот.
У Москві свої перші акції зі «звільнення» тварин Фронт визволення тварин провів 21 квітня 2004 р. Активісти Фронту проникли у віварій Першої медичної академії ім. Анохіна Російської академії медичних наук, зламавши двері і зіпсувавши обладнання. З його приміщення було винесено 119 жаб, призначених для дослідів. Як випливає з опублікованої заяви, всі жаби були вивезені за межі міста і відпущені на волю. Як доказ, на сайті групи підтримки ФВТ було розміщено відеозапис. Дуже скоро було скоєно наступну акцію: 8 травня з віварію біологічного факультету Московського державного університету зникли 110 щурів та 5 кроликів. При цьому були зламані декілька кліток, завдано серйозних економічних збитків і зірвано багато дослідів. На стінах залишені написи із закликами проти вівісекції.
На думку завідувача кафедрою Вищої нервової діяльності МДУ Валерія Шульговського, акція Фронту визволення тварин у віварії МДУ була безглузда:
|  | Тварини не виживуть у природі, вони навіть бояться залишати клітку. І головне, на цих щурах ми розробляли засоби проти алкоголізму. Ці пацюки не можуть пити чисту воду, а лише розведену спиртом. |

На думку вчених МДУ, випущені активістами Фронту визволення тварин тварини через кілька днів загинули, оскільки не були пристосовані до життя поза лабораторією.
У 2005 р. активісти Фронту викрали з племрадгоспу «Пушкінський» у Підмосков'ї 205 тхорів, випустивши їх на свободу в лісі. Заступник директора племрадгоспу Світлана Юмашева після серії нападів активістів Фронту визволення тварин називає їх «фашистами». За її словами, частину звірів співробітникам племрадгоспу вдалося зловити. Тхори знайшли моток старої сітки, з якої роблять клітки, і збилися навколо неї в купу — тварин, що ніколи не жили в умовах волі, ліс лякав, а частина тхорів загинули.
У 2006 р., у результаті неодноразових нападів на розплідник лабораторних тварин у с. Сидориха Московської області активістами Фронту було випущено більше 20 000 щурів, хом'яків і мишей.
У тому ж році в Ленінградській області вони викрали 500 лабораторних щурів. 3 вересня 2006 р. вони пробралися на звіроферму в Ленінградській області, звільнивши 32000 норок.
В 2006 р. активісти Фронту випустили на волю близько 10 000 лабораторних щурів, мишей і хом'яків з розплідника «Столбовая» в Чеховському районі Московської області, чим, за даними газети «Известия», викликали переляк серед місцевих жителів і дачників, які, намагаючись впоратися з навалою гризунів, зверталися в МНС, міліцію, а також труїли тварин за допомогою отрут.
У грудні 2007 р. журналістом газети «МК» Марією Черніциною була опублікована стаття, в якій розповідалося про затримання «зелених хуліганів», які «визволили» 18000 лабораторних гризунів з території розплідника НЦБМТ РАМН «Столбовая» у Чеховському районі Московської області. Неназваний представник УВС Чеховського району повідомив про затримання 14 осіб, озброєних пістолетами і газовими балончиками, та про порушення кримінальної справи за фактом грабежу. Усі затримані заперечували свою причетність до «Фронту визволення тварин» чи будь-яких інших екстремістських організацій. Репортер зв'язався з одним із затриманих у вересні, 20-річним Артуром Волковим, який заявив у інтерв'ю:
|  | Якийсь час я був м'ясником. Так-так, рубав туші тварин. Можу і людину розрубати ... І іноді з людиною я б це зробив з більшим бажанням, аніж з твариною. З чого ми взагалі взяли, що можемо підпорядковувати собі звірів? І ставити на них різні досліди. Для цього за кордоном існують альтернативні способи. Випробовувати ліки, косметику і зброю можна за допомогою хімії та комп'ютерів. |

### Діяльність у США
Американська «гілка» Фронту визволення тварин раніше мала зв'язки з іншою організацією, «Люди за етичне ставлення до тварин» (People for the Ethical Treatment of Animals, PETA), і надавала їй записи експериментів над тваринами, викрадені з лабораторій.
За даними Департаменту юстиції США, за період з 1979 по 1993 рр. на території США в ім'я визволення тварин активістами Фронту було скоєно близько 313 актів вандалізму, погромів, крадіжок і підпалів. Зокрема, атак зазнали Університет Міннесоти, Корнельський університет, Державний університет Юти та ін.
Фронт визволення Землі (Earth Liberation Front, ELF) — тоді ще окрема, але близька за духом організація, пізніше об'єдналася з ФВТ — взяв на себе відповідальність за підпал лабораторії з дослідження норок в одному з кампусів Державного університету Мічигану в грудні 1999 р.
У 2006 р. була арештована група з 11 осіб, що зараховували себе до Фронту визволення тварин і до Фронту визволення Землі. За даними обвинувачення, протягом п'яти років група здійснювала злочинні вилазки, метою яких було завдати шкоди економіці США. Об'єктами нападів ставали лінії електропередач та фермерські господарства. Обвинувальний акт містить 65 пунктів злочинів, а загальний збиток, спричинений діями групи, становить 23 мільйони доларів США.
Держдепартамент США та Федеральне Бюро Розслідувань зараховують Фронт визволення тварин до терористичних організацій.
Голова департаменту ФБР з боротьби з тероризмом Джеймс Харбоу заявив, що з 1996 р. члени ФВТ скоїли в США більше 600 кримінально карних діянь, збитки від яких перевищили 43 млн доларів. При цьому офіційні представники ФБР спростовують твердження самих членів ФВТ, які говорили про ненасильницький характер своїх дій.
У 1982 р. учасники «Департаменту Справедливості» надіслали посилки з бомбами на адреси керівників парламентських фракцій і тодішнього прем'єр-міністра Великої Британії Маргарет Тетчер.
У 1984 р. Фронт визволення тварин почав кампанію проти міжнародного концерну Mars, що виробляє продукти харчування. Зоозахисники вимагали від концерну припинити проводити випробування на мавпах, зокрема, дослідження щодо впливу продукції на розвиток карієсу. 17 листопада 1984 р. у редакцію газети Sunday Mirror подзвонив чоловік, який представився активістом Фронту визволення тварин і заявив, що в рамках акції Фронту шоколад від компанії Mars забруднено отрутою для щурів. Концерну довелося поспіхом вилучати з продажу всю свою шоколадну продукцію. Збитки Mars склали 4,5 мільйона доларів.
У листопаді 2004 р. стався перший інцидент, у ході якого, за даними правоохоронних органів США, члени Фронту визволення тварин використовували отруйні речовини. Активісти проникли в лабораторію в університеті Айови, випустили на волю близько 400 тварин, а потім розлили по підлозі небезпечні хімічні речовини. На думку керівника лабораторії Марка Бламберга, нападники вчинили з тваринами гірше, ніж ті, кого вони звинувачують — багато з тварин загинули, потонувши в хімікаліях. Через декілька днів один з активістів Фронту визволення тварин Девід Скортон визнав відповідальність Фронту за напад на лабораторію, але при цьому він заявив лише, що всі тварини були випущені на волю.
У 2007 р. активісти ФВТ, що входили до групи під назвою «Сім'я», взяли кредит у банку, на який вони придбали запалювальну бомбу і встановили її, незаконно проникнувши, у приватному будинку професора, що був дослідником мавп-приматів в Університеті Каліфорнії у Лос-Анджелесі. Група була схоплена завдяки інформаторам. За версією слідства, у випадку, якби пристрій спрацював, шансів вижити у науковця не було б. На думку помічника Генерального прокурора Стефана Пейфера це є класичним тероризмом, незважаючи на спроби зловмисників посилатися на високі гуманні цілі. Представник Центру захисту громадянських свобод США назвав цей процес першим в історії Сполучених Штатів, у якому федеральний уряд шукає ознаки тероризму у злочинах проти чужої власності, що не призвели до тілесних пошкоджень або смерті людей.

## Думки про Фронт визволення тварин і його критика
Вебсайти Wisegeek.com та Discoverthenetworks.org називають Фронт визволення тварин «радикальною групою, яка виступає за права тварин», а також «екстремістською групою».
«Нова газета» зараховує ФВТ до числа радикальних анархістських організацій.
- Як вважали журналісти Нової газети в 2009 р.[35], ФВТ — це |  | одна з найбільш радикальних і дивних для людей анархістських практик. У Росії саме ФВТ став натхненником більш відкритих зоозахисних ініціатив. |
- Конгресмен від Республіканської партії США зі штату Колорадо Скотт Макінніс, характеризуючи діяльність ФВТ та інших схожих організацій, передбачив, що «людські жертви — справа всього лише часу», і зазначив, що напади екотерористів на ферми та підпали гірськолижних курортів, на зразок того, що трапився у 1998 р. у його окрузі Вейл, — лише частина більш широкого конфлікту між Старим і Новим Заходом. На його думку, борці за екологію з числа новоприбулих перевершують за своєю чисельністю фермерів, лісорубів, шахтарів та інших осіб, чиє існування залежить від природних ресурсів, що сприяє зростанню й інших видів злочинів на сільськогосподарському Заході, включаючи розкрадання природних ресурсів і напади на урядових чиновників, які займаються питаннями землекористування.[29]

## Цікаві факти
Активісти Фронту визволення тварин у 2006 р. пробралися в швейцарський цирк Circus Royal, щоби випустити на волю білого сибірського тигра. Опинившись біля клітки хижака, захисники тварин змінили свої наміри. Замість тигра був «звільнений» білий кролик — домашній улюбленець доньки клоуна.